# Distrito electoral de Bellevue Second IV (condado de Sarpy, Nebraska)
Bellevue Second IV (en inglés: Bellevue Second IV Precinct) es un distrito electoral ubicado en el condado de Sarpy en el estado estadounidense de Nebraska. En el Censo de 2010 tenía una población de 1250 habitantes y una densidad poblacional de 101,1 personas por km².

## Geografía
Bellevue Second IV se encuentra ubicado en las coordenadas 41°7′4″N 95°54′23″O / 41.11778, -95.90639. Según la Oficina del Censo de los Estados Unidos, Bellevue Second IV tiene una superficie total de 12.36 km², de la cual 11.94 km² corresponden a tierra firme y (3.44 %) 0.42 km² es agua.

## Demografía
Según el censo de 2010, había 1250 personas residiendo en Bellevue Second IV. La densidad de población era de 101,1 hab./km². De los 1250 habitantes, Bellevue Second IV estaba compuesto por el 77.12 % blancos, el 9.92 % eran afroamericanos, el 0.96 % eran amerindios, el 2.24 % eran asiáticos, el 0.72 % eran isleños del Pacífico, el 2.88 % eran de otras razas y el 6.16 % pertenecían a dos o más razas. Del total de la población el 12.08 % eran hispanos o latinos de cualquier raza.